# Azary Ákos
Azary Ákos (Verbiás, 1850. április 27. – Szob, 1888. július 20.) magyar orvos.

## Élete
Görög katolikus lelkészi családban nevelkedett szűkös anyagi körülmények között. Ungváron végezte el a középiskolát, s a magyar mellett német, orosz és francia nyelvtudással a pesti egyetem orvosi karára iratkozott be. Az orvosdoktori oklevelét 1874-ben nyerte el, de már korábban, 1873-tól gyakornoka, majd 1875. április 22-én a budapesti egyetem Balogh Kálmán vezette gyógyszertani intézetének tanársegédévé választották. 1878-ban be kellett vonulnia, a boszniai hadjáratban mint közös hadseregbeli főorvos vett részt. A hadjáratból visszatérve az állatorvostan és állatjárványtan tanulmányozásába fogott; e célból hosszasan tartózkodott a berlini, a müncheni és a párizsi iskolákban. Külföldi utazása után 1885 áprilisától mint állami állatorvos nyert alkalmazást; majd az állatorvostan és járványtan rendes tanárává nevezték ki a budapesti állatgyógyintézetbe.
A Fiumei úti sírkert jobb oldali kriptasor 455. kriptájában alussza örök álmát a Gregersen család sírboltjában, feleségével, a 81. évében elhunyt Gregersen Emmával, ahova 1888. július 31-én temették el.

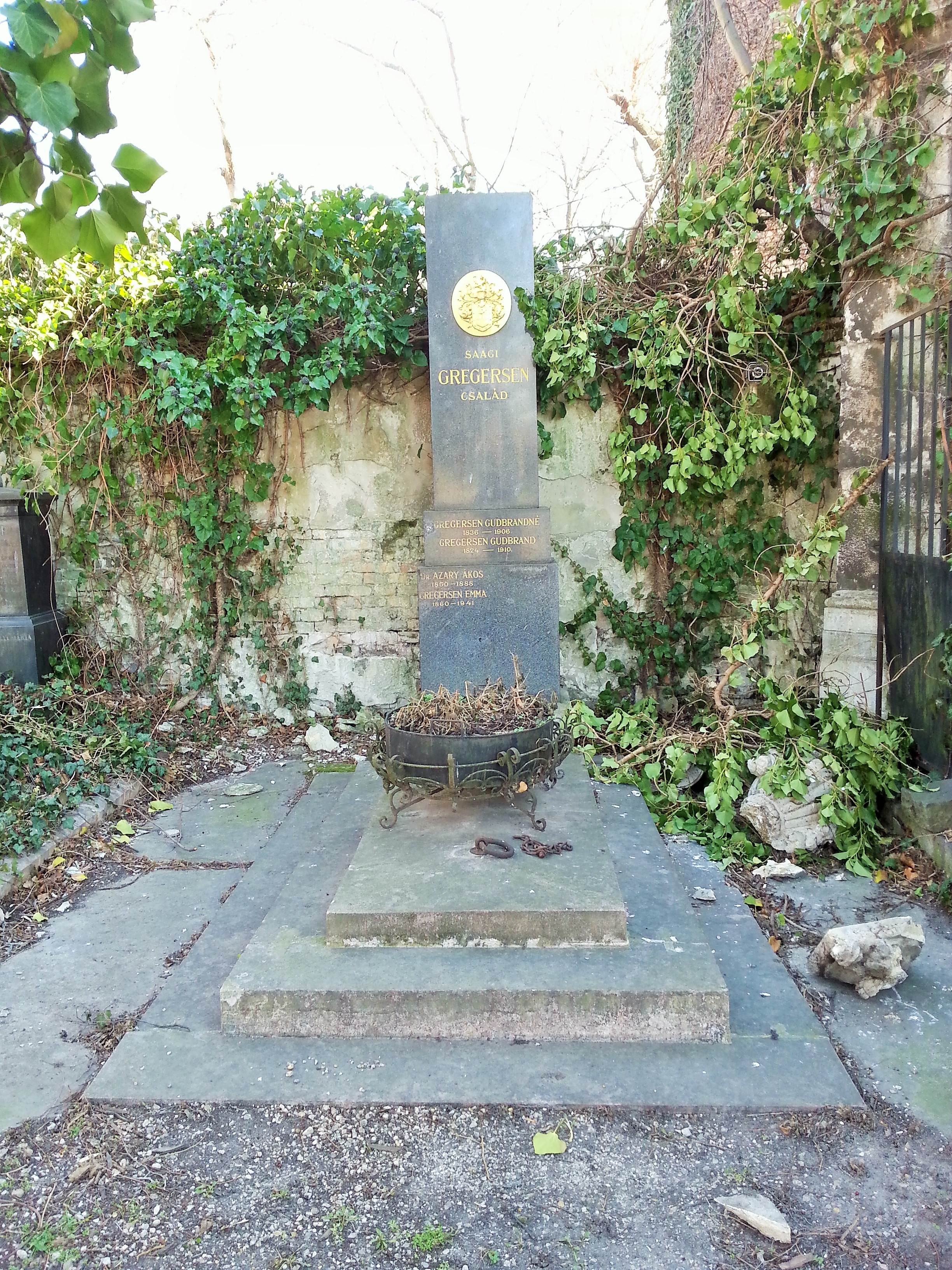
Sírja a Fiumei úti sírkertben (Jobb oldali falsírboltok, J-455)

## Emlékezete
Erzsébetváros István utca 2-es házszáma alatt Telcs Ede által készített, 1905. szeptember 3-án felállíttatott szobra őrzi emlékét Azary Ákosnak.

## Művei
- Előadások az idegrendszer betegségeiről, tartotta a Salpétriere kórházban Charcot J. M. összegyűjté és közlé Bourneville. 2. kiadás után ford. Bpest, 1875. (Orvosi Könyvkiadó-Társulat Könyvtára XXVII.)
- Kórboncztani jelzéstan vezérfonala. Orth János után ford. Uo. 1876. (M. Orv. Könyvk.-Társ Könyvtára XXX.)
- Szerkesztette a Veterinarius szakfolyóiratot 1882. szeptember 15-étől 1884. szeptember 15-éig.

## Ajánlott irodalom
- Liebermann Leó: Dr. Azary Ákos emléke. Veterinarius, 1891. 14. 2. 80–88.
- Hutÿra Ferenc: Dr. Azary Ákos emlékezete. Beszéd, melyet az Azary-emlék leleplezési ünnepélyén mondott. Állatorvosi Lapok, 1905. 28. 24. 786–792.